# Aristide Verneuil
Pour les articles homonymes, voir Verneuil.
Aristide Stanislas Auguste Verneuil de Saint-Martin, né le 29 septembre 1823 à Paris et mort le 11 janvier 1895 à Maisons-Laffitte, est un chirurgien français. Son nom reste attaché à une affection cutanée : la maladie de Verneuil.

## Biographie
Aristide Verneuil étudie la médecine à Paris ; ses professeurs sont Jacques Lisfranc (1790-1847), Ernest Bazin (1807-1878), Charles-Pierre Denonvilliers (1808-1872) et Joseph-François Malgaigne (1806-1865).
En 1843, il est interne des hôpitaux et obtient son doctorat en 1852 en soutenant une thèse intitulée Les Mouvements du cœur. L'année suivante, il est agrégé à la Faculté de médecine de Paris, chef de service à l'hôpital Lourcine en 1862, chargé de l'enseignement de la vénérologie en 1863 puis chef de service à l'hôpital du Midi en 1865. Cette même année, il rejoint l'hôpital Lariboisière, où il exerce à partir de 1868 comme professeur de pathologie générale. En 1869, il est membre de l'Académie nationale de médecine et président de la Société nationale de chirurgie. En 1872, il est appelé à l'hôpital de la Pitié pour occuper la chaire de chirurgie clinique. Il fonde en 1877 la Revue mensuelle de médecine et de chirurgie avec Édouard Ollier.
En 1887, Aristide Verneuil succède à Léon Gosselin (1815-1887) à l'Académie des sciences.
Il termine sa carrière à l'hôtel-Dieu de Paris (1889) où il occupe la chaire de clinique chirurgicale.

## Travaux scientifiques
Aristide Verneuil fait partie des Trois mousquetaires avec Eugène Follin et Paul Broca, ils prennent à partie les Mandarins et communique à la presse "tout sur tout". Son élève Maurice Jeannel continuera dans le même esprit.
Aristide Verneuil est connu pour ses observations sur la pose et évolution des pansements ainsi que la forcipressure en cas d'hémorragie.
Son nom est associé à la maladie de Verneuil, une suppuration affectant les glandes sudoripares apocrines également connue sous le nom d'hidrosadénite.
On retrouve également son nom dans un plexiforme neurinome, tumeur constituée de faisceaux torsadés de nerfs, parfois appelé névrome de Verneuil.

## Publications
- Études expérimentales et cliniques sur la tuberculose, Volume 1, Paris, Nabu Press, 2010, 722 p. (ISBN 978-1-145-88821-0)
- Études expérimentales et cliniques sur la tuberculose, Volume 2, Paris, Nabu Press, 2010, 722 p. (ISBN 978-1-146-10553-8)
- Études expérimentales et cliniques sur la tuberculose, Volume 3, Paris, Nabu Press, 2010, 690 p. (ISBN 978-1-145-82048-7)
- Mémoires de chirurgie : Amputations, doctrine septicémique, pansements antiseptiques, Paris, Nabu Press, 2010, 884 p. (ISBN 978-1-174-47228-2)
- Nouveau traité Élémentaire d'anatomie descriptive : Et de préparations anatomiques, Paris, Nabu Press, 2012, 916 p. (ISBN 978-1-272-69055-7)

## Distinctions
- Commandeur de la Légion d'honneur (29 octobre 1889)